# Ion Samus
Ion Samusi (n. 12 februarie 1926, Romancăuți, Secureni – d. 24 august 2010, Chișinău) a fost un fizician din RSSM și Republica Moldova, doctor în științe fizico-matematice, profesor universitar, prim prorector al Institutului Politehnic din Chișinău și prorector al Universității Tehnice din Moldova de origine ucraineană.

## Biografie
Ion Samusi provine din familia lui Dumitru Samusi din satul Romăncăuți, județul Hotin, represat la 13 iunie 1941. A absolvit 7 clase de liceu la Iași în anul 1940, după ce a revenit în satul natal.  A luptat timp de 3 ani în cel de al doilea război mondial, fiind decorat cu 3 ordine militare. În anul 1945 a fost admis la facultatea de fizică și matematică a Universității din Cernăuți și după 3 ani de studii se transferă la aceeași facultate a Universitatății din Chișinău. A absolvit prima promoție a facultății și Universității în anul 1951. Între anii 1951 și 1964 a lucrat ca lector superior și conferențiar la catedra de fizică a Institutului agricol din Chișinău, condusă de profesorul Mihail Pavlov - Nițu.
În anul 1964 a fost invitat de către profesorul Sergiu Rădăuțanu să conducă facultatea de electrofizică a Institutului Politehnic din Chișinău , abia înființat. A intrat în PCUS la recomandarea acestuia, iar ulterior, după plecarea profesorului Victor Langhe, a preluat catedra de fizică a Institutului Politehnic. În anul 1974 este numit prorector pentru munca didactică a Institutului Politehnic din Chișinău, fiind de fapt a doua persoană în Institut. Această funcție a deținut-o mai mulți ani, până la concediere. În anul 1984 obține titlul de profesor universitar și cedează postul de șef de catedră conferențiarului Mihai Marinciuc. După pensionare a deținut funcția de prorector a Universității Tehnice din Moldova prin cumul (1/4 de sarcină). A decedat la 24 august 2010. Este înhumat la Cimitirul din strada Armenească a capitalei Republicii Moldova. A fost căsătorit cu profesorul universitar, chimist Nina Samusi. Are două fiice.

## Opera științifică și didactică
Fiind un bun cunoscător al limbii române, Ion Samusi a fost unul dintre primii pedagogi și autori de manuale de fizică pentru școala sovietică din RSSM, colegii (tehnicumuri), precum și pentru studenții de la cursurile universitare inferioare ale instituțiilor superioare de învățământ din RSSM. A contribuit esențial la formarea și înzestrarea laboratoarelor de fizică de la Institutul Politehnic din Chișinău, a fost redactorul lucrărilor didactice ale catedrei de fizică, a contribuit la organizarea unor direcții noi de cercetare la Instiitutul Politehnic din Chișinău.  
Ca om de știință a avut preocupări de cristalografie a compușilor cobaltului și rodiului, efectuând descrierea deplină a unora dintre aceștia, colaborând cu academicienii Tadeuș Malinovschi și Nikolai Belov.

### Opera în baze de date
- Astrophysics Data System
- Biblioteca de stat a Rusiei
- Ion Samus, Metode difractometrice și microscopice, Chișinău, 2006